# Antonio García Murillo
Antonio Enrique García Murillo (Panama, 11 maggio 1976) è un ex cestista panamense.

## Carriera
Con Panama ha disputato il Campionato mondiale del 2006.